# 요한복음 1장
요한복음 1장은 신약성경 중 요한의 복음서의 첫 번째 장을 의미한다. 본문 내에 저자가 명시되어 있지는 않지만, 기독교 전승들은 공통적으로 이 복음서를 사도 요한이 작성했다고 증언한다.

## 분석
요한복음 1장은 총 51개의 절로 이루어져있는데, 1절에서 18절은 말씀에 대한 찬미로 이루어진 프롤로그로, 19절에서 34절은 세례자 요한의 증언으로, 35절에서 51절은 첫 번째 사도들에 대한 내용으로 구분할 수 있다.

### 말씀에 대한 찬미

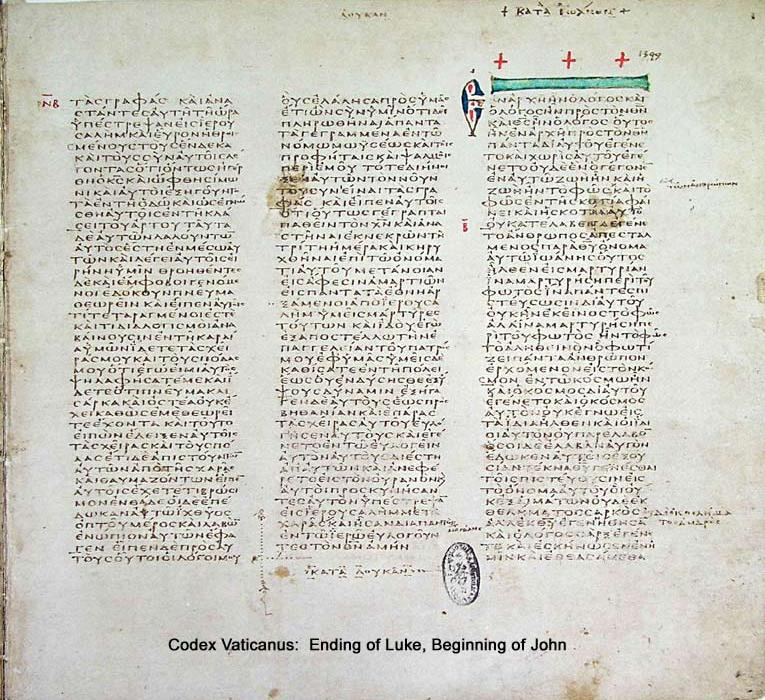
4세기에 기록된 코덱스 바티카누스에서 루가의 복음서 마지막 부분에서 요한의 복음서 1장 내용으로 넘어가고 있다.

말씀으로 번역되는 로고스를 하느님이라고 선언함으로써 요한복음이 시작된다. "태초에"로 시작하고 어두움과 빛의 대조를 강조하는 부분에서 창세기 1장과도 유사한 구조를 가진다.
감리교의 창시자 존 웨슬리는 이 요한복음 1장을 다음과 같이 요약했다.
- 1장 1~2절: 창세 이전의 세상을 묘사함
- 1장 3절: 만물에 대한 서술
- 1장 4절: 사람이 타락하지 않았을 때의 만물
- 1장 5절: 사람이 타락할 때의 만물.[3]

1장 4절의 "사람들의 빛"이라는 구절에 대해 목회자들마다 다양한 해석이 존재한다. 장 칼뱅은 이 구절이 오성(悟性), 즉 깨달음에 대한 진술이며, 사람이 동물과 바로 이 점에서 차이가 있다고 말했다. 헹스텐베르크는 성경에서 "빛"과 "구원"의 관계에 대해 서술한 것을 분석함으로써 이 빛이 구원과 동일한 의미라고 말했다. 루터르트는 빛이 거룩함 또는 영생을 의미한다고 말했다.
1장 5절은 헬라어 원문으로 κατελαβεν인데 개역개정판은 이를 "깨달음"으로, 새번역 성경과 공동번역성서에서는 어두움과 빛의 투쟁에서 "이김"으로 번역하고 있다. 10-11절에 대해서도 학자들마다 다양한 의견이 존재한다. 존 웨슬리는 이 구절에서 "세상"이란 창조 이래를 의미하는 것으로 보았다. 반면 이를 "말씀"의 현현 이전 활동을 묘사하는 구절로 보는 학자들도 있다. 조셉 벤슨이 이러한 관점을 견지한 데 반해, 알버트 반즈는 현현 이후의 활동을 묘사한 것이라고 주장했다.

### 세례자 요한의 증언

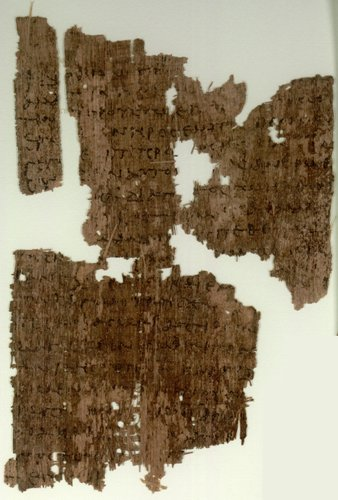
요한복음 1장 29절에서 35절까지의 말씀이 3세기에 적힌 106번 파피루스.

두 번째 부분은 오실 메시아를 위한 세례자 요한의 준비과정을 보여준다. 요한은 6절에서 "하느님께서 보낸 사람"으로 먼저 등장한다. 19절부터 34절에서는 바리새인들이 보낸 제사장, 레위인들이 요한의 메시지가 무엇인지 묻고, 요한은 자신이 메시아나 엘리야가 아니며, 선지자도 아니라고 대답한다. 이는 마태복음 11장 14절에서 예수가 요한을 일컬어 다시 온 엘리야라고 한 것과 대비된다. 요한은 자신이 곧 오실 분의 신발끈을 풀 수도 없다고 말한다. 또한 그가 말하는 이를 두고 하느님의 어린 양이라는 표현을 사용한다.
요한복음의 저자는 이 일련의 사건들이 총 4일에 거쳐 발생한 것으로 설명한다. 첫째 날에는 예루살렘에서 보낸 사람들이 요한을 만나며, 29절의 배경인 그 다음날이 바로 둘째 날이고, 35절에서 나오는 그 다음날이 셋째 날이며, 43절의 배경인 그 이튿날이 4째 날이다. 요한 알브레히트 벵엘은 사도 요한이 이 날짜들을 구분한 것이 매우 특별한 것이라고 말한다.

### 예수의 첫 번째 제자들
장의 말미에서 예수가 첫 번째 사도들을 어떻게 불렀는지 알 수 있다. 사도 안드레아와 이름이 등장하지 않는 사도가 35~40절에서 처음으로 불린다. 이 때 같이 불린 제자가 바로 사도 요한인 것으로 추정한다. 안드레아는 그의 형제 시몬을 찾아가고, 예수는 시몬에게 게바, 즉 베드로라는 이름을 준다. 게바는 헬라어로 Κηφᾶς인데, 곧 바위라는 의미이다. 성경에서는 인물의 이름이 바뀜으로서 삶이 바뀌는 사람들이 등장하는데, 아브라함과 야곱이 대표적이다. 이는 십자가 사건 이후 베드로의 행적에 대한 복선으로 작용한다. 이후 예수는 나다나엘에게 처음으로 기적의 일부를 보여주고, 나다나엘은 예수의 인성과 예지력에 감동받아 그를 좇는다.